# 西米約赫萬卡山
9°00′41″S 77°57′44″W / 9.01139°S 77.96222°W
西米約赫萬卡山（Simiyuq Wank'a），是秘魯的山峰，位於該國北部安卡什大區，由瓦伊拉斯省的潘帕羅馬斯區負責管轄，屬於內格拉山脈的一部分，海拔高度4,600米。